# Dorotheenstadt
Dorotheenstadt is een historisch stadsdeel van Duitse stad Berlijn en bevindt zich in het stadsdeel Berlin-Mitte. De stad werd in 1674 gesticht en werd in 1681 vernoemd naar keurvorstin Dorothea. 

## Geschiedenis
Het gebied, dat eerst Neustadt heette werd ontworpen door ingenieur Joachim Ernst Blesendorf. In 1710 werd de stad samen met de dan eveneens zelfstandige steden Berlin, Cölln, Friedrichswerder en Friedrichstadt verenigd tot de nieuwe stad Berlijn. In 1920 kwam Groot-Berlijn tot stand en werd Dorotheenstadt ingedeeld in het nieuwe district Mitte. Tijdens de Tweede Wereldoorlog werden vele gebouwen verwoest en daarna kwam de wijk in Oost-Berlijn te liggen. Vele vernielde gebouwen zoals het Prinz-Heinrich-Palais, Staatsoper Unter den Linden en de Alte Bibliothek werden heropgebouwd. De ruïne van de Dorotheenstädtischen Kirche daarentegen werd in 1965 gesloopt. Na de Duitse hereniging in 1990 werd ook de bebouwing in het westen rond om de Pariser Platz heropgebouwd. 